# Pițigoi de munte
Pițigoiul de munte (Poecile montanus, sin. Parus montanus) este o pasăre sedentară din familia paridelor, răspândită în Eurasia, din Marea Britanie și Franța până în Kamceatka, Sahalin, Japonia și China. În România este o specie comună în zonele montane, care populează pădurile de conifere și mixte între 800 m și 1700 m, cu subarboret des. Se întâlnește și în păduri bătrâne de fag. Este o pasăre sedentară, dar în timpul iernii hoinărește alături de alți pițigoi în căutarea hranei. Populația din România este estimată la la 150.000-600.000 perechi cuibăritoare. În Republica Moldova apare accidental iarna și vara. Este un pițigoi de talie medie, are o lungime de 11-12 cm și o greutate de 8-15 g. În libertate atinge longevitatea maximă de 11 ani și 3 luni. Sexele sunt asemănătoare și nu se pot diferenția după penaj. Partea superioară a capului (fruntea, creștetul, ceafa) este neagră. Obrazul și regiunea auriculară sunt albe. Spatele brun-cenușiu. Remigele aripilor cenușiu-închise. Steagul extern al remigele secundare are o culoare deschisă, albicioasă sau brun-gălbuie, când aripa este închisă formează o oglindă cenușiu-albicioasă. Coada cenușiu-închisă. Baveta (bărbia și partea inferioară a gâtului) neagră. Părțile inferioare alb-murdare sau cenușiu-albicioase; în penajul proaspăt, tectricele subcodale, laturile pieptului și flancurile gălbui-roșiatice. Este asemănător cu pițigoiul sur, dar are capul mai mare, calota neagră mai întinsă, ajungând până la mantaua superioară, baveta puțin mai mare (mai lată) și o are oglindă palidă pe aripa nedesfăcută. Pițigoiul de munte se hrănește cu nevertebrate, în special cu insecte în timpul sezonului de reproducere, iar toamna și iarna preponderent cu semințe și fructe. Vizitează rar hrănitoarele. Își facă provizii de hrană la sfârșitul verii și toamna, aceasta fiind o strategie de supraviețuire a speciei în timpul sezonului rece. Este o specia monogamă, perechile formate rămân împreună pe viață. Cuibul și-l instalează în scorburile unor arbori, aflați parțial în putrezire, la diferite înălțimi. De obicei, femela își sapă locul pentru cuib, preferând arborii putrezi. Rareori ocupă cuiburi vechi de ciocănitori. Femela construiește cuibul din fibre de lemn, mici părți de scoarță, rumeguș, frunze, puțin mușchi, fire de graminee și păr de animale. O pereche depune 1-2 ponte pe an. Ponta este formată în medie din 6-8 ouă, dar se găsesc frecvent și ponte de 9-10 sau 12 ouă. Perioada de incubație este de 13-15 zile, clocitul este asigurat de către femelă care este hrănită la cuib de către mascul. După eclozare, puii sunt hrăniți la cuib de către părinți timp de 17-19 zile, apoi aceștia părăsesc cuibul, stând însă în asociere cu părinții.

## Denumiri
Denumirea latină Parus montanus a acestei specii, provine din cuvintele latine parus = pițigoi + montanus = montan, de munte, de la munte, iar cea de Poecile provine din cuvântul grecesc poikilis = pasăre mică necunoscută.
În limba română această specie se numește pițigoi de munte, pițigoi cu cap negru carpatin (subspecia Poecile montanus montanus), pițigoi cu cap negru transilvănean (subspecia Parus atricapillus transsylvanicus).

## Taxonomia
Denumirea latină a acestei specii Parus cinereus montanus a fost dată de naturalistul  elvețian Thomas Conrad von Baldenstein în 1827 (terra typica pădurile montane din Graubünden, Elveția.).
Pițigoiul de munte hibridizează cu pițigoiul sur (Poecile palustris), pițigoiul siberian (Poecile cinctus), pițigoiul japonez (Sittiparus varius), pițigoiul de brădet (Periparus ater) și pițigoiul mare (Parus major).
Subspeciile songarus, affinis, weigoldicus și stoetzneri sunt uneori tratate ca specii separate. Datele genetice și geografice sugerează că subspecia weigoldicus poate fi o specie separată, dar este necesar o mai mare claritate față de parapatria și diferențierea ei de subspecia affinis. Variațiile geografice sunt în mare parte clinale; specia este considerată de unii autori posibil monotipică, cu multe variații în cadrul populațiilor. Sunt necesare cercetări suplimentare, în special a relației dintre subspeciile baicalensis și stoetzneri.
Subspeciile propuse colletti (din vestul Norvegiei) și lonnbergi (din nordul Scandinaviei și nord-vestul Rusiei) sunt sinonimizate cu subspecia borealis. Subspeciile transsylvanicus (din Munții Carpați și Carpații Meridionali) și rhodopeus (din sud-estul Macedoniei, Grecia și Bulgaria), sunt incluse în subspecia nominată. Subspecia shulpini (din Ussuriisk), este inclusă în subspecia baicalensis, de care diferă numai clinal. Subspecia suschkini (din estul munților Tarbagatai) probabil de origine hibridă, este inclusă provizoriu în subspecia songarus.

### Subspecii și distribuție

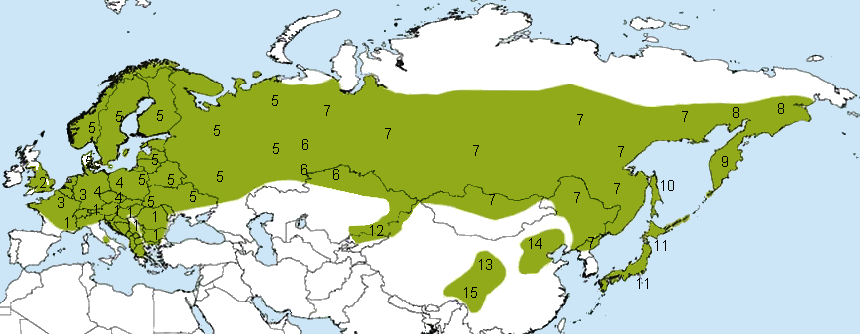
Distribuția subspeciilor
1. Poecile montanus montanus
2. Poecile montanus kleinschmidti
3. Poecile montanus rhenanus
4. Poecile montanus salicarius
5. Poecile montanus borealis
6. Poecile montanus uralensis
7. Poecile montanus baicalensis
8. Poecile montanus anadyrensis
9. Poecile montanus kamtschatkensis
10. Poecile montanus sachalinensis
11. Poecile montanus restrictus
12. Poecile montanus songarus
13. Poecile montanus affinis
15. Poecile montanus weigoldicus
14. Poecile montanus stoetzneri

Sunt recunoscute cincisprezece subspecii:
- Poecile montanus montanus (Conrad, 1827)  - subspecia nominată - pițigoi de munte - în Europa Centrală, în sud-estul Franței (munții Jura) și munții Alpi și la poalele acestora în Franța, Elveția, sudul Germaniei, Austria, nordul Iugoslaviei și nordul Italiei; de asemenea, în Apeninii centrali din Italia; spre est până în Iugoslavia, în munții Tatra din Slovacia, munții Carpați, Carpații Meridionali (Alpii Transilvăneni) și în Munții Apuseni din România, în munții Rodopi și Balcani din Bulgaria și în unele locuri din nordul și centrul Greciei. În plus există o populație separată în centrul Italiei (în Apeninii Centrali). Apare accidental în Corsica. Subspecia Poecile montanus transsylvanicus din Carpați și Alpii Transilvăneni, este demnă de recunoscut ca o subspecie validă, ea are  părțile superioare puțin mai palide și mai brunii (mai puțin cenușii), iar culoarea rozacee ternă a părților inferioare este mai extinsă.

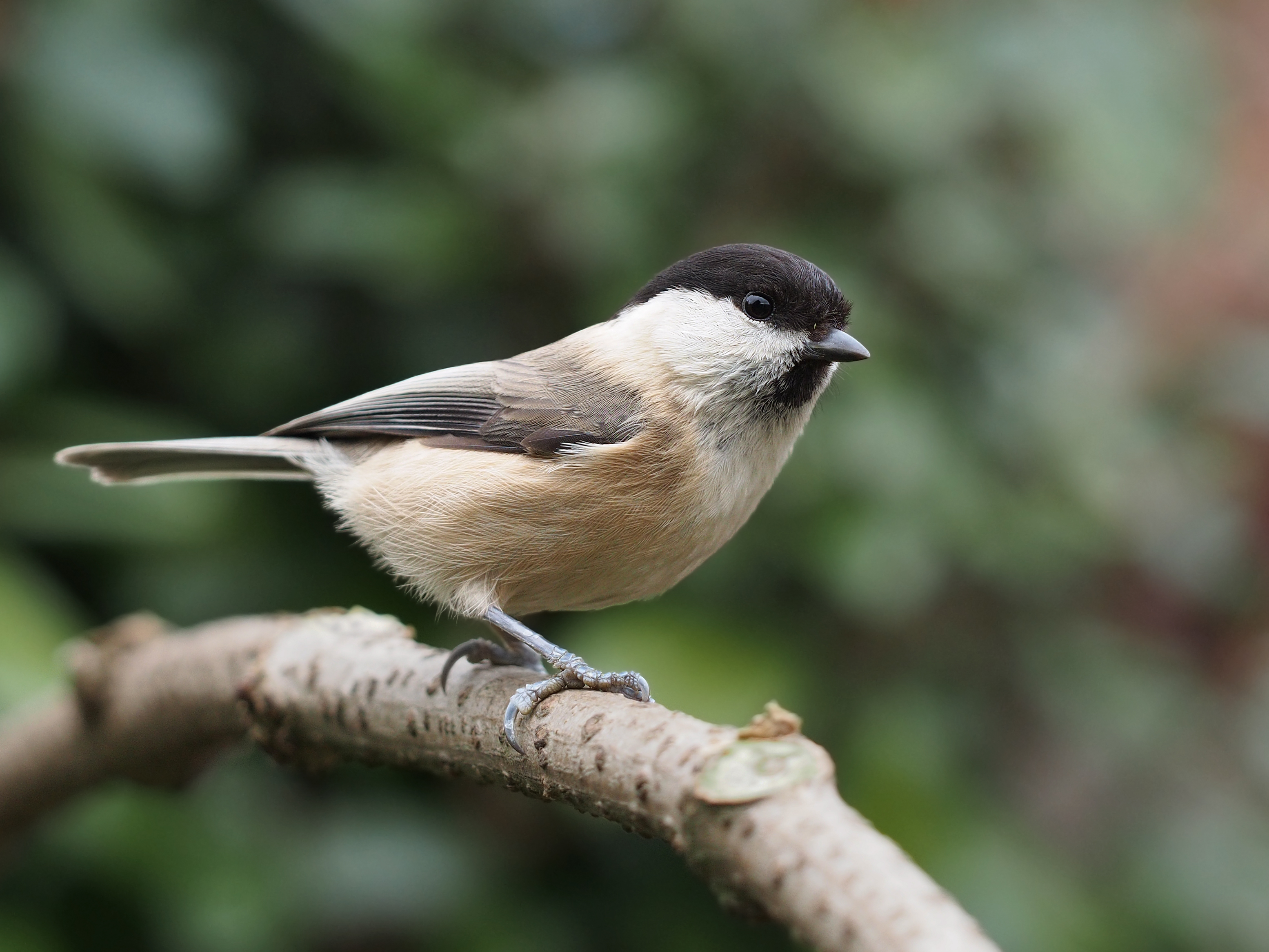
Subspecia Parus atricapillus kleinschmidti

- Poecile montanus kleinschmidti (Hellmayr, 1900)  - în Marea Britanie.
- Poecile montanus rhenanus (O. Kleinschmidt, 1900) - în vestul Europei, din nord-vestul Franței spre est până în vestul Germaniei și nordul Elveției și spre sud până în nordul extrem al Italiei.
- Poecile montanus salicarius (C. L. Brehm, 1831)  - în Europa Centrală (la est de rhenanus), în Germania, spre est până în vestul Poloniei și Republica Cehă și spre sud până în nordul și estul Austriei, nord-estul Elveției și sud-vestul Germaniei. Intergradează cu subspecia nominată montanus în nord-estul Elveției, sud-vestul Germaniei și nord-vestul Austriei.
- Poecile montanus borealis (Sélys-Longchamps, 1843) - în Fenoscandia, Danemarca, Statele Baltice și Rusia Europeană, spre sud până în nordul regiunii colinare a Munților Carpați din vestul Ucrainei și până la Penza din sud-estul Rusiei europene.
- Poecile montanus uralensis (Grote, 1927) - în sud-estul Rusiei Europene, sudul munților Ural, sud-vestul Siberiei și nordul Kazahstanului. Limitele sunt slab conturate, deoarece intergradează cu subspeciile din jur.
- Poecile montanus baicalensis Swinhoe, 1871  - în estul Rusiei (în bazinul Eniseiului și Altai, spre est până în coasta vestică a Mării Ohotsk), nordul Mongoliei, nord-vestul și nord-estul Chinei (nord-vestul regiunii autonome Xinjiang, nordul Mongoliei Interioare, în Heilongjiang, Jilin și estul provinciei Liaoning) și Coreea de Nord.
- Poecile montanus anadyrensis (Belopolski, 1932)  - în nord-estul extrem al Siberiei, spre sud până în coasta nordică a Mării Ohotsk.
- Poecile montanus kamtschatkensis Bonaparte, 1850 - în Kamceatka.
- Poecile montanus sachalinensis (Lönnberg, 1908)  - în Sahalin.

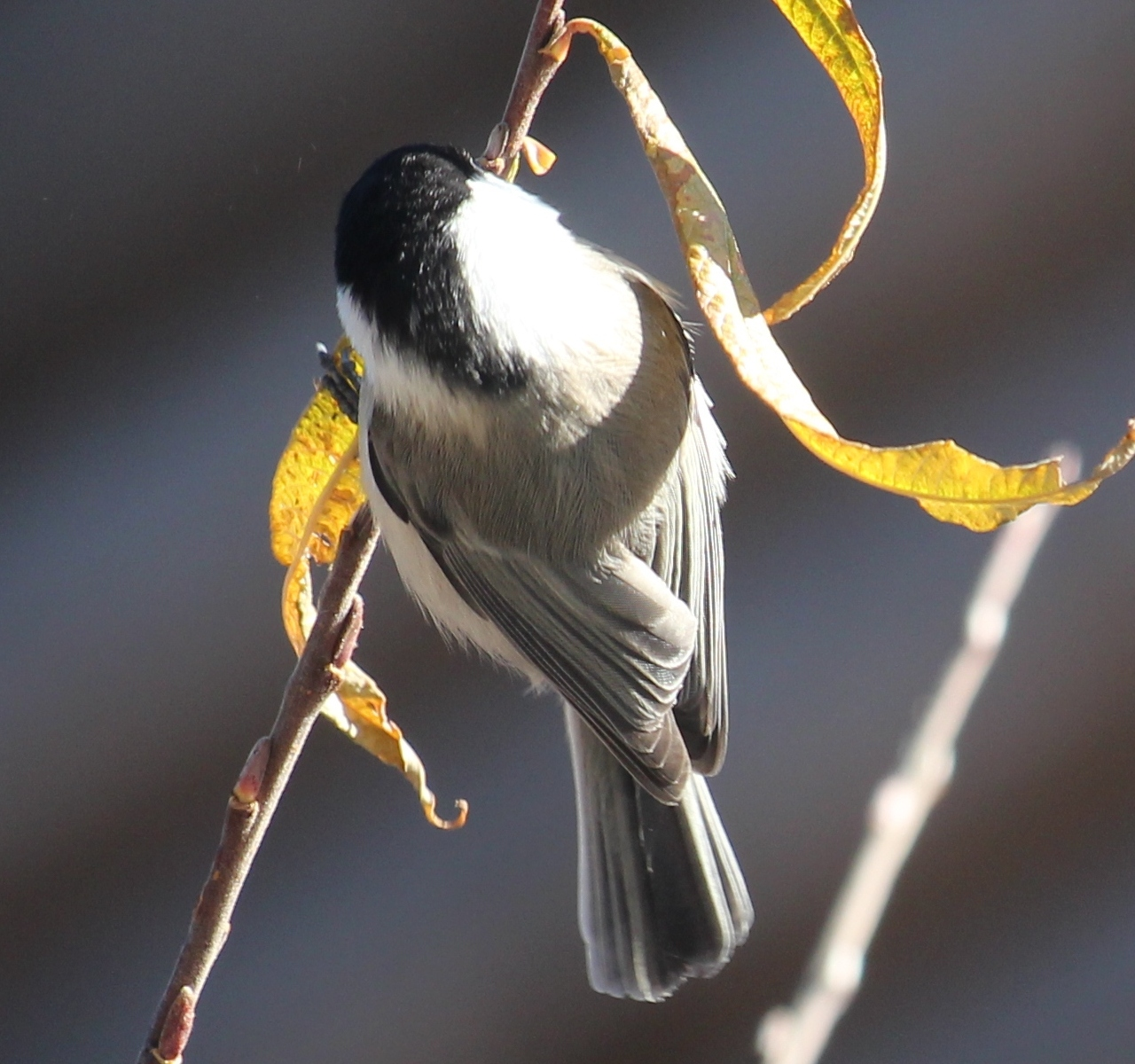
Subspecia Parus atricapillus restrictus

- Poecile montanus restrictus (Hellmayr, 1900)  - în Japonia.
- Poecile montanus songarus (Severtsov, 1873)  - pițigoi djungar - în munții Tian-Șan din sud-estul Kazahstanului și Kârgâzstan (centrul și estul Tian-Șanului), spre est până în nord-vestul Chinei (vestul regiunii autonome Xinjiang).
- Poecile montanus affinis Przevalski, 1876 - în nord-centrul Chinei (în nord-estul provinciei Qinghai, sudul provinciei Gansu, nordul provinciei Sichuan, Regiunea Autonomă Ningxia și sud-vestul provinciei Shaanxi).
- Poecile montanus stoetzneri (O. Kleinschmidt, 1921)  - în nord-estul Chinei (sud-estul Mongoliei Interioare și Shanxi, spre est până în provincia Hebei și nordul provinciei Henan).
- Poecile montanus weigoldicus (O. Kleinschmidt, 1921)  - pițigoi Sichuan - în sud-centrul Chinei (estul Regiunii Autonome Tibet, sud-estul provinciei Qinghai, vestul și centrul provinciei Sichuan și nord-vestul provinciei Yunnan).

Subspeciile speciei Parus montanus în trecut erau incluse în specia Parus atricapillus. În prezent subspeciile din Europa și Asia sunt incluse în specia Poecile montanus (sin. Parus montanus), iar cele din America de Nord în specia Poecile atricapillus (sin. Parus atricapillus).
Dementiev (1954) menționează 17 subspecii a speciei Parus atricapillus:
- Parus atricapillus borealis de Sélys-Longchamps, 1843 - în Scandinavia, Finlanda, Statele Baltice, regiunile păduroase a părții europene a fostei URSS; în prezent subspecia Poecile montanus borealis.
- Parus atricapillus kleinschmidti Hellmayr, 1900 - în Anglia și Scoția; în prezent subspecia Poecile montanus kleinschmidti.
- Parus atricapillus colletti Stejneger, 1925 - în vestul Norvegiei; în prezent subspecia Poecile montanus borealis.
- Parus atricapillus rhenanus Kleinschmidt, 1900 - în regiunea Renania, Olanda, Belgia, nord-estul Franței; în prezent subspecia Poecile montanus rhenanus.
- Parus atricapillus salicarius Brehm, 1828 - în centrul Germaniei, Austria, la poalele Alpilor; în prezent subspecia Poecile montanus salicarius.
- Parus atricapillus montanus Baldenstein, 1827  - în Alpi, de la 1200 până la 2000 m; în prezent subspecia Poecile montanus montanus.
- Parus atricapillus assimilis Brehm, 1855 - în Carpați, Alpii Transilvaniei (Carpații Meridionali), fosta Iugoslavie; în prezent subspecia Poecile montanus borealis.
- Parus atricapillus baicalensis Swinhoe, 1871  - în estul Siberiei, din Altai până la coasta Mării Ohotsk, Sahalin și sudul Insulelor Kurile; în prezent subspecia Poecile montanus baicalensis.
- Parus atricapillus kamtschatkensis Bonaparte, 1850 - în Kamceatka, Anadîr, nordul Insulelor Kurile; în prezent subspecia Poecile montanus kamtschatkensis.
- Parus atricapillus songarus Severtzow, 1872  - în Tian-Șan; în prezent subspecia Poecile montanus songarus.
- Parus atricapillus restrictus Hellmayr, 1879  - în insula Honshu, Japonia; în prezent subspecia Poecile montanus restrictus.
- Parus atricapillus stötzneri Kleinschmidt, 1921  - în nord-estul provinciei Hebei (China); în prezent subspecia Poecile montanus stoetzneri.
- Parus atricapillus affinis Przewalski, 1876 - în Ala Shan și Gansu (China); în prezent subspecia Poecile montanus affinis.
- Parus atricapillus atricapillus Linnaeus, 1760 - în partea de est a Americii de Nord la nord până la latitudine 40°N; în prezent subspecia Poecile atricapillus atricapillus.
- Parus atricapillus septentrionalis Е. Harr, 1843  - în America de Nord, de la New Mexico spre nord până la Alaska, spre est până în Missouri; în prezent subspecia Poecile atricapillus septentrionalis.
- Parus atricapillus turneri Ridgway, 1884 - în nordul Alaskăi; în prezent subspecia Poecile atricapillus turneri.
- Parus atricapillus occidentalis Baird, 1858 - pe coasta de vest a Americii de Nord. în prezent subspecia Poecile atricapillus occidentalis.

În România pițigoiul de munte este o specie sedentară. În România se întâlnește subspecia Poecile montanus montanus (Conrad, 1827) (sin. Poecile atricapillus montanus, Parus atricapillus montanus, Parus atricapillus assimilis, include Parus atricapillus transsylvanicus).  Unii autori consideră că subspecia Parus atricapillus transsylvanicus Kleinschmidt, 1921 (pițigoi cu cap negru transilvănean) din munții Carpați, Alpii Transilvăneni (Carpații Meridionali) și în Munții Apuseni este o subspecie separată. Dombrowski menționează că subspecia Parus atricapillus assimilis (Pițigoi cu cap negru carpatin) se întâlnește în Munții Galiției (Carpații), Alpii Transilvaniei, munții Bosniei și Serbiei, iar subspecia Parus atricapillus transsylvanicus (Pițigoi cu cap negru transilvănean) a fost găsită lângă Brașov, în Transilvania. În România este  menționată și subspecia Poecile montanus borealis (Sélys-Longchamps, 1843), care se întâlnește la nord de România în nordul regiunii colinare a Munților Carpați din vestul Ucrainei.
În Republica Moldova pițigoiul de munte este oaspete de iarnă. Ornitologii de la SPPN l-au observat și primăvara și vara, astfel a fost găsit un exemplar în iulie 2006 în Parcul Rîșcani din Chișinău, ulterior în alte locuri din Moldova: mai multe exemplare în iulie 2016 în Donici, raionul Strășeni, 8 exemplare în mai 2016 în pădurea Săseni, raionul Călărași, un exemplar în mai 2016 în Conacul Manuc Bei, raionul Hîncești. Koblik în 2014 menționează că în Republica Moldova pițigoiul de munte este o specie sedentară (?) și oaspete de iarnă.

## Descrierea

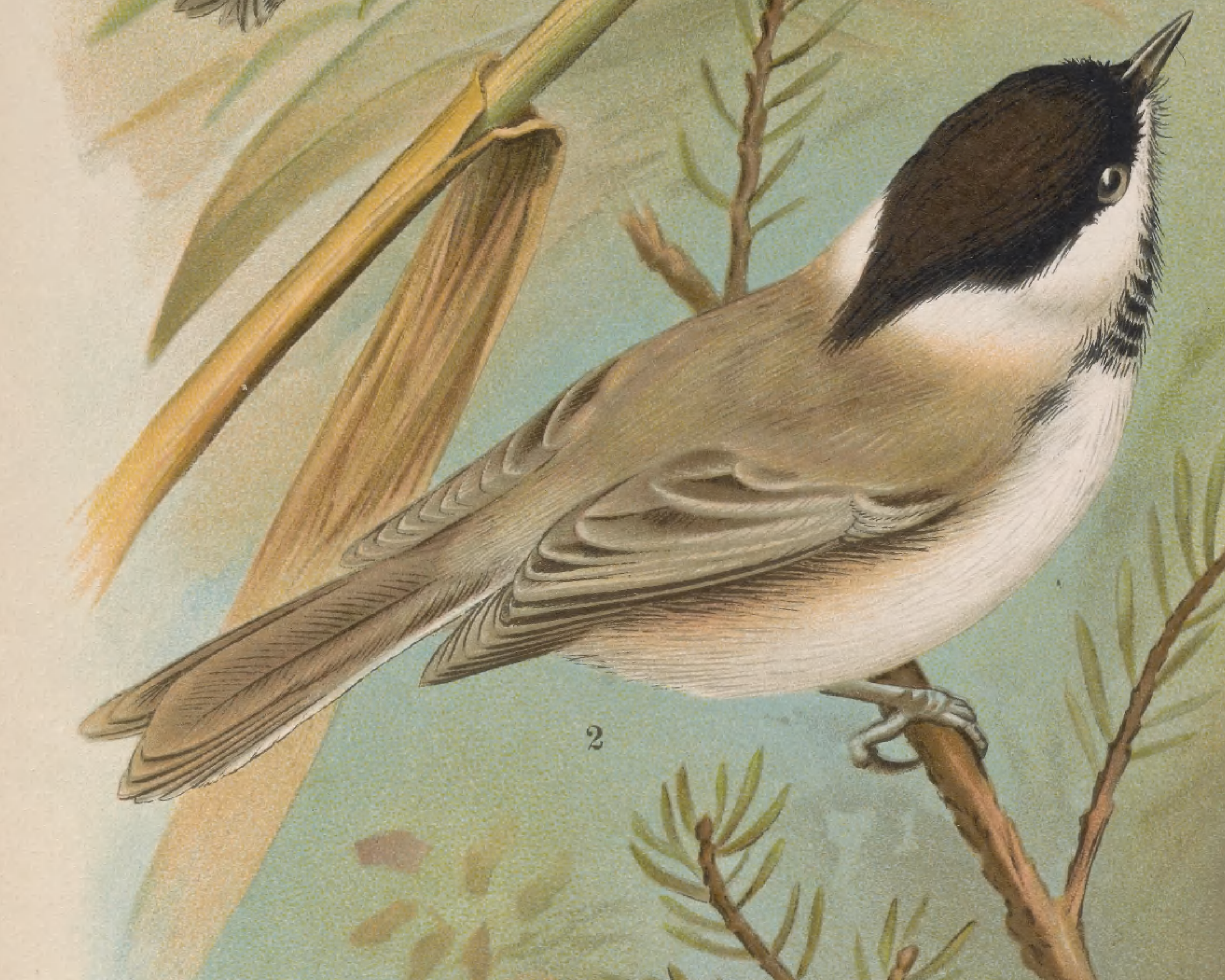
Pițigoiul de munte (subspecia Poecile montanus montanus) după Naumann (1897). Calota neagră este mai întinsă decât la pițigoiul sur, ajungând până la mantaua superioară.

Este un pițigoi de talie medie, asemănător cu pițigoiul sur, dar are capul mai mare și o oglindă alară palidă pe aripa nedesfăcută.
Sexele sunt asemănătoare și nu se pot diferenția după penaj.
Are o lungime de 11-12 cm și o greutate de 8-15 g. Lungimea aripii = ♀ 63-66 mm, ♂ 66-70 mm; lungimea ciocului = 8-11 mm; lungimea cozii = 55-64 mm; lungimea tarsului = 15-17 mm.

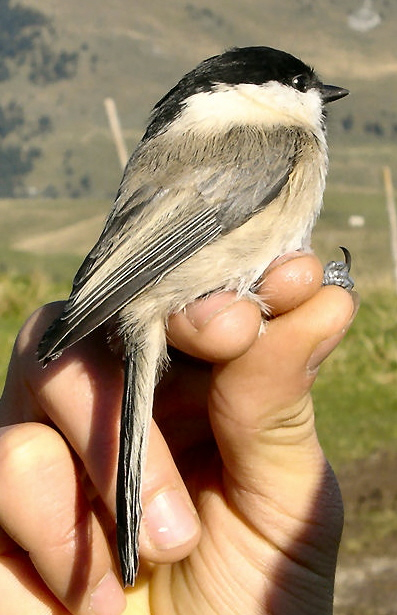
Pițigoiul de munte în mână

Subspecia nominată are partea superioară a capului (calota), adică fruntea, creștetul, laturile creștetului (în jos până la marginea inferioară a ochiului), ceafa și partea superioară a mantalei mat-negricioase. Calota este mai lungă și mai mată decât la pițigoiul sur, rotunjită. Restul parților superioare, inclusiv tectricele supraalare mici și mijlocii, cenușii cu tentă brună sau brun-cenușiu-deschise, tectricele supraalare mari sunt asemănătoare, dar cu porțiunile centrale mai brun-închise. Alula și remigele aripilor cenușiu-închise, remigele primare cu marginile înguste palide. Remigele secundare pe steagul extern au marginile late albicioase sau brun-gălbui albicioase, formând o oglindă alară longitudinală evidentă cenușiu-deschisă pe aripa închisă. Pe măsura uzării penajului oglinda este mai puțin vizibilă. Remigele terțiare asemănătoare cu cele secundare, dar au porțiunile centrale mai întunecate sau mai brunii. Coada rotunjită, cenușiu-închisă, steagul extern al penelor tivit lat cu brun-gălbui-deschis. Lorul, obrazul și regiunea auriculară sunt albe, laturile cefei brun-gălbui-albicioase. Bărbia și partea inferioară a gâtului negre, mate, formând o bavetă neclară (cu vârfurile penelor albicioase pe laturile gâtului și de-a lungul marginii inferioare). Părțile inferioare alb-murdare sau spălăcite, cenușiu-albicioase; în penajul proaspăt, laturile pieptului și flancurile brun-gălbui roșiatice sau ruginiu-palid-spălăcite. Irisul brun sau brun-închis. Ciocul întunecat, negru-albăstrui sau negricios, marginile tăioase ale ambelor mandibule mai deschise la culoare. Picioarele întunecate, albastru-cenușii. În penajul uzat, părțile superioare sunt mai deschise la culoare sau mai cenușii, oglinda alară uneori mai puțin clară, baveta puțin mai mare, părțile inferioare mai albe cu excepția flancurilor și tectricelor subcodale colorate viu, brun-gălbui.

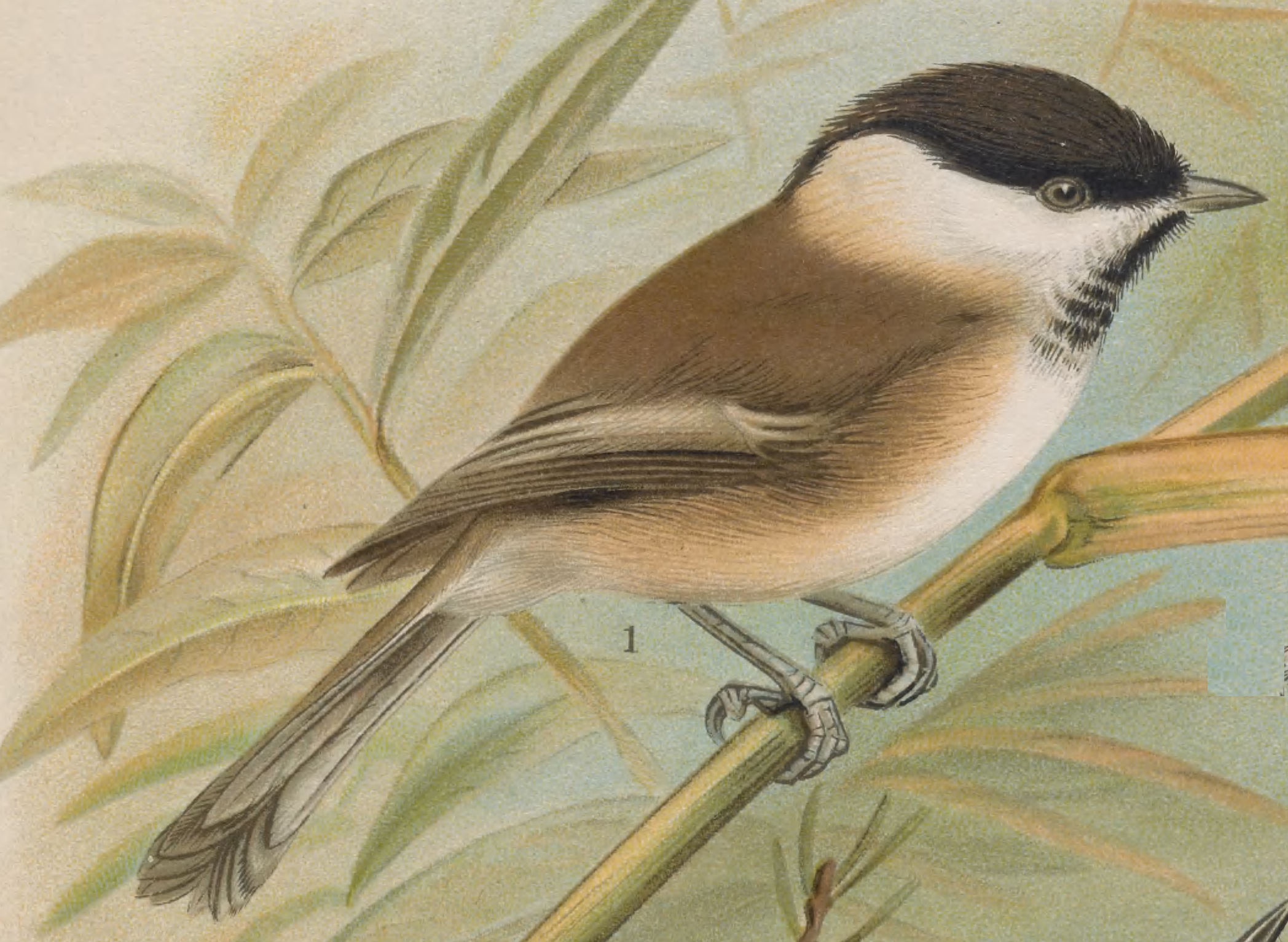
Pițigoiul de munte (subspecia Poecile montanus salicarius) după Naumann (1897). Pe aripă închisă se observă o oglindă alară longitudinală cenușiu-deschisă (pițigoiul sur nu are oglindă alară).

Se deosebește de pițigoiul sur (Poecile palustris) prin aceea că are capul mai mare, calota mată (nu lucioasă), puțin mai întinsă ajungând până la mantaua superioară, oglindă alară palidă (la pițigoiul sur absentă), porțiunile centrale ale supraalarelor mari, remigelor și rectricelor mai întunecate sau negricioase (nu brun închise), baveta puțin mai mare, părțile inferioare într-o mai mare măsură mai închise, brun-gălbui.
Juvenilul este asemănător cu adultul, dar are creștetul mai mat, negru-bruniu, părțile superioare mai terne, brun-cenușii, obrajii și regiunile auriculare palide, alb-gălbui sau cu o nuanță brun-gălbuie, baveta puțin mai palidă, brună, cu pete mici albe pe laturi, părțile inferioare mai albe cu o nuanță brun-gălbuie pe flancuri și pe tectricele subcodale; ciocul mai bruniu decât la adult, cu marginile tăioase gălbui. După aspect juvenilul nu poate fi deosebit de cel de pițigoi sur.
Subspeciile diferă în principal prin dimensiuni, lungimea cozii și culoarea părților superioare și inferioare:
- subspecia kleinschmidti este cea mai mică și cea mai întunecată subspecie, cu părțile superioare mai brunii, obrazul până la laturile gâtului brun-gălbui cremos, părțile inferioare mai mult brun-gălbui, flancurile brun-măslinii, baveta destul de mare;
- subspecia rhenanus este asemănătoare cu subspecia kleinschmidti, dar părțile superioare sunt mai palide, mai brun-deschise, centru pieptului și abdomenul albe cu o nuanță palidă, brun-gălbui-cenușie, laturile pieptului, flancurile și tectricele subcodale cu o nuanță brun-gălbuie;
- subspecia salicarius este foarte asemănătoare cu subspecia rhenanus, dar are părțile superioare brune puțin mai mate, obrazul până la laturile gâtului alb-cremos, părțile inferioare cu o nuanță brun-gălbuie sau brun-gălbui-cenușie numai pe flancuri;
- subspecia borealis are creștetul și ceafa cele mai negre (pot fi ușor lucioase) din toate subspeciile, părțile superioare cenușii, obrazul până la laturile gâtului alb, marginile supraalarelor mari albicioase sau brun-gălbui deschise (ca și marginile remigelor secundare și terțiare), baveta neagră puțin mai mică, centrul pieptului până la regiunea anală alb sau alb-cremos, flancurile și tectricele subcodale brun-gălbui roșiatice;
- subspecia uralensis asemănătoare cu subspecia borealis, este slab definită, are părțile superioare mai palide sau mai cenușii, marginile remigelor secundare și terțiare albe, părțile inferioare predominant albicioase, pe flancuri o nuanță cenușiu-rozacee palidă;
- subspecia baicalensis este foarte asemănătoare cu subspecia uralensis, dar are o nuanță brun-gălbuie pe părțile inferioare și coada puțin mai lungă;
- subspecia kamtschatkensis are părțile superioare destul de palide, alb-cenușii, marginile supraalarelor mari, remigelor secundare și terțiare tivite lat cu alb, rectricele laterale tivite lat pe margini cu alb, baveta negricioasă este puțin mai mare, părțile inferioare predominant albe sau cu o ușoară nuanță alb-gălbuie;
- subspecia anadyrensis este slab diferențiată, fiind intermediară între subspecia baicalensis și subspecia kamtschatkensis ;
- subspecia restrictus este mai întunecată decât subspecia kamtschatkensis, cu creștetul mai mat și mai bruniu, mantaua și spatele brun-cenușii cu o nuanță nisipie, părțile inferioare cu o nuanță brun-gălbuie puțin mai întunecată;
- subspecia sachalinensis este asemănătoare cu subspecia restrictus, dar este mai deschisă la culoare sau mai cenușie, mai ales pe părțile inferioare;
- subspecia songarus este puțin mai mare, cu ciocul mai lung, coada ușor rotunjită (rectricele laterale cu până la 6 mm mai scurte decât celelalte), creștetul brun-ciocolatiu închis, părțile superioare mai viu colorate brun-ocru, oglinda alară indistinctă, partea posterioară a regiunii auriculare și laturile gâtului cu o nuanță brun-gălbuie, puțin bruniu pe bavetă, flancurile cu o nuanță brun-gălbui-rozacee;
- subspecia stoetzneri este asemănătoare cu subspecia songarus, dar este mai mică, cu coada ceva mai lungă, creștetul până la ceafa mai brun, baveta mai întunecată, părțile superioare ușor mai palide, nuanța brun-gălbuie de pe flancuri mai puțin roză;
- subspecia affinis este puțin mai întunecată decât subspecia stoetzneri, oglindă alară indistinctă;
- subspecia weigoldicus este asemănătoare cu subspecia affinis, dar are creștetul mai brun-negricios, părțile superioare ușor mai întunecate, flancurile cu o nuanță mai brunie.

## Năpârlirea
Năpârlirea postjuvenilă a păsărilor tinere este parțială și are loc de la începutul lunii iulie până la sfârșitul lunii august. Se schimbă tectricele, supraalare mici și mijlocii, majoritatea supraalarelor mari.
Năpârlirea postnupțială a adulților este completă, începe în iunie și se termină în august. Inițial se schimbă penele mici de pe gât și cap. Schimbarea penelor mari, rectricelor și remigelor, are loc la sfârșitul lui iulie și începutul lui august.

## Glasul
Pițigoiul de munte este în general mai puțin vocal decât pițigoiul sur (Poecile palustris), cu un repertoriu vocal destul de limitat. Strigătele de contact sunt 2-4 note scurte de tonalitate înaltă "zi-zi" sau "ți-ți" urmate de serii mai lungi și mai nazale "tciaa tciaa tciaa" sau "tciei tciei tciei", și note stridente sau certărețe, care pot fi emise ca un sunet răsunător "tciurrrrr"; aceleași note, dar mai înalte, mai puternice și rostite mai rapid sunt scoase în caz de alarmă. Un strigăt de tonalitate înaltă "pi", urmat de un "pa" mai jos este scos în timpul conflictelor agresive; alte strigăte de alarmă includ un "pett" sau "kett" strident repetat de câteva ori consecutiv, și un "cik-ik-ik-ik" asemănător cu cel al vrabiei (Passer domesticus). Atunci când caută hrana în grup familial, sunt scoase strigăte de contact mai scurte de tonalitate înaltă "zi", "sit" sau "zit", ocazional prelungite în note "zisit" sau "zisisit" și note subțiri, prelungite și descrescânde "dzi", "zih" sau "zit". În timpul paradei nupțiale scoate un sunet dulceag descendent "didededa" emis de către femelă și un "zi-zi-zi-zi" rapid scos de mascul.
Strigătele subspeciei songarus sunt ușor mai stridente și variabile, "psit-zer" sau "psit dzi dzi" repetate, de asemenea, un strigăt nazal "ciur" și altul ascuțit "cit". Subspecia affinis scoate o serie de strigăte "sip-sip-sip ...", și o serie mai nedeslușită de note "țiur-dzir-dzir" sau o serie de note scurte ciripitoare "cip-ip-ip-ip". Strigătele subspeciei stoetzneri sunt asemănătoare cu cele ale subspeciei affinis, dar sunt variabile, cu note disilabice "ps-ziur ps-ziur"  sau mai lungi "ți-stip-dza" sau "tcip-dzi-dzi" și "dzi-dzi-dzi".
Cântă mai ales la începutul până la mijlocul dimineții pe tot parcursul anului, cel mai adesea la sfârșitul iernii și la începutul primăverii și din nou la sfârșitul verii. Femela cântă rar. Cântecul variază considerabil între populațiile din câmpie și cele de la munte, în regiunile de câmpie din întreaga Europă cântecul constă în principal din 3-5 note joase prelungite și pițigăiate "țiu-țiu-țiu-țiu" "piu piu piu" sau "diuu diuu diuu", care amintesc de notele introductive ale cântecului pitulicii sfârâitoare (Phylloscopus sibilatrix). În centrul Europei (în Alpi, spre est până în nordul Croației, de asemenea în munții Tatra din Polonia și Slovacia), cântecul populațiilor alpine (mai ales al subspeciei nominate) constă până la 7 sau uneori 10 note slabe și monosilabice sau calme, pițigăiate ca "du du du du" sau cu ton mai moale "u u u u", uneori cu un ton mai înalt "pe-pe pe-pe pe-pe pi pi pi", interpretate numai la sfârșitul iernii și primăvara, iar indivizii din zonele deluroase și submontane pot interpreta un cântec modificat sau intermediar cu un ton mai coborât. În zonele suprapuse de la altitudinea de 1000-1550 m, ambele tipuri de cântece pot fi interpretate împreună. În Fenoscandia și estul Europei până în estul Asiei cântecul este de obicei modificat, cu fraze din cântecele populațiilor de câmpie și de munte, interpretate cu un ton constant sau ușor scăzut. În Japonia are două tipuri de cântece, în nord asemănător cu cel din zonele montane din centrul Europei, iar în sud constă din două sau trei fluierături sonore repetate de mai multe ori, de ex. "pi-si pi-si pi-si pi-si pi".
Subcântecul este format din serii slabe de note melodioase și ciripitoare; de asemenea, interpretează o serie de note puternice ciripitoare, dar rareori auzite (mai des în Marea Britanie), asemănătoare cu câteva note a  priveghetoarei roșcate (Luscinia megarhynchos), amestecate cu note mai slabe, interpretate în fragmente scurte și nu de lungă durată.

## Habitatul

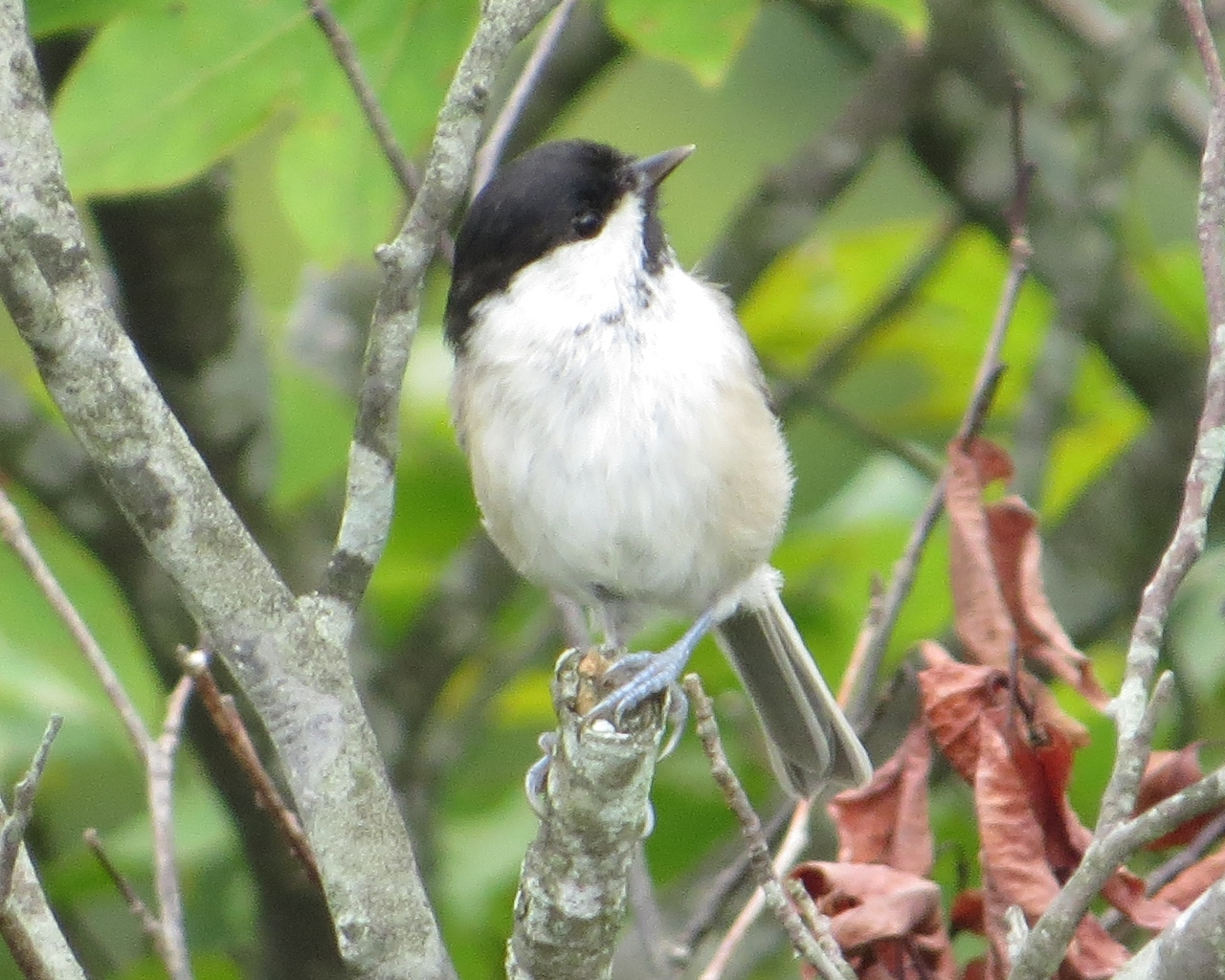
Pițigoiul de munte cocoţat pe o creangă

Trăiește în pădurile montane, submontane și de câmpie, mai ales în pădurile de conifere: de pin (Pinus), zadă (Larix) și molid (Picea). În Europa este întâlnit și în sălcii, arini și vegetație plină de tufe, inclusiv în peticele cu soc (Sambucus), la marginile pădurilor, în crânguri și gardurile vii, în special de-a lungul râurilor și lângă lacuri.
În taigaua siberiană cel mai des este întâlnit în pădurile de stepă de zâmbru siberian (Pinus sibirica) și adesea în zonele umede cu vegetație deasă, mai ales în mlaștinile cu sfagnum (Sphagnum) și locurile cu sălcii (Salix) sau arin (Alnus) și la marginea tundrei. În Tian-Șan se întâlnește în pădurile montane de conifere, dar și în pădurile mixte de foioase, cu subarboret bine dezvoltat și în desișurile de salcie, și în pădurile de câmpie și submontane de mesteacăn (Betula); de asemenea, în tufișurile riverane și palustre, și uneori în desișurile de răchită (Salix viminalis).
Se întâlnește de la nivelul mării până la limită superioară a pădurilor, în Europa până la c. 2000 m, în munții Altai până la 2300 m, în Japonia (în centrul insulei Honshu) între 800 m și 2400 m; în China, la 1830-2745 m în Tian-Șan, la 2200-4275 m în Sichuan (dar cuibăritul nu a fost confirmat peste 2400 m), este prezent vara la 3350-4000 m în Qinghai și la 3840 m (în martie) și 3960 m (în iulie) în Xizang.
În România, pițigoiul de munte este o specie sedentară și cuibărește în zonele montane din Carpați, mai ales în păduri de conifere și în masivele forestiere mixte, în care subarboretul este des. Apare și în păduri bătrâne de fag. Se întâlnește între 800 m și 1240 m, fiind însă întîlnită și la 1700 m altitudine în Munții Călimani; în Munții Bârsei s-a întâlnit în perioada de cuibărit între 750 m și 1450 m. La șes nu se întâlnește; totuși iarna coboară în regiunea deluroasă chiar până în sat.

## Hrana
Pițigoiul de munte se hrănește în principal cu nevertebrate și larvele lor (predominând insecte), în special în timpul sezonului de reproducere și mai ales în afara sezonului de reproducere cu hrană vegetală: semințe și diverse fructe.
În sezonul de reproducere consumă muște (Diptera), neuroptere (Neuroptera), efemeroptere (Ephemeroptera), trihoptere (Trichoptera), albine și viespi (Hymenoptera), furnici (Formicidae), gândaci (Coleoptera), hemiptere (Hemiptera), molii și fluturi (Lepidoptera), păduchi țestoși (Coccoidea), chilopode (Chilopoda), păianjeni (Araneae), opilionide (Opiliones), acarieni (Acari), melci (Gastropoda) și râme (Oligochaeta).
În afara sezonului de reproducere (toamna și iarna) consumă și grăunțe, în principal de grâu (Triticum), ovăz (Avena), porumb (Zea) și orz (Hordeum), de asemenea și semințe de brustur (Arctium), merișor, răchițele și afin (Vaccinium), mur și zmeură (Rubus), hurmuz (Symphoricarpos), caprifoi (Lonicera), mac (Papaver), trandafir și măcieș (Rosa), crușân (Rhamnus), și de alte plante, de ex. de bălbisă (Stachys sylvatica), și (în funcție de disponibilitate și abundență) fructe de stejar (Quercus), scoruș și sorb (Sorbus), frasin (Fraxinus), mesteacăn, arin (de asemenea mugurii lui), ienupăr (Juniperus), tei (Tilia), arțar (Acer), salbă (Euonymus), fag (Fagus) și semințe de conifere (scoase din conuri) și de plop tremurător (Populus) și mâțișori de salcie, polen de plop tremurător, și sevă de mesteacăn, arțar și plop tremurător.
Hrana adulților pe parcursul verii este formată aproape în mod egal din alimente vegetale și animale, dar cantitatea de alimente vegetale crește până la c. 75% în timpul iernii. Hrana puilor din cuib este asemănătoare cu cea a adulților, dar la început este compusă din mai multe larve, în principal din omizi.

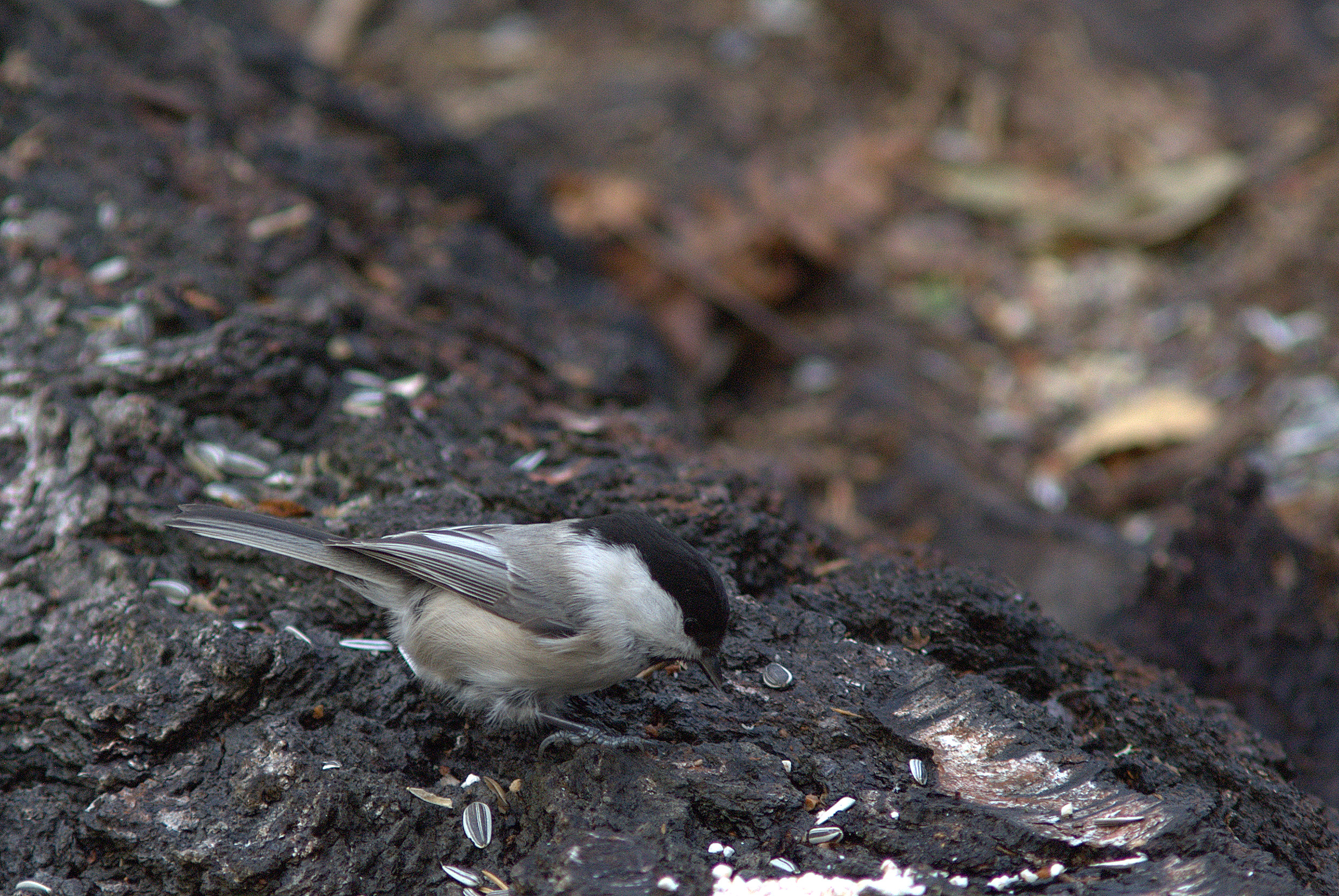
Pițigoiul de munte hrănindu-se cu seminţe

Își face provizii de hrană, în special la sfârșitul verii și în timpul zilelor de toamnă, pe care le ascunde sub coaja desprinsă, sub ramuri, sau în lichen, rareori în pământul din malurile abrupte. Aceasta este o strategie de supraviețuire a speciei în timpul sezonului rece. În sudul Norvegiei cele mai multe alimente sunt ascunse în august-octombrie, iar într-un loc de studiu 94,8% din alimentele depozitate au fost consumate în timpul iernii. În nord-vestul Rusiei pițigoiul de munte a depozitat până la 200 de alimente pe zi în timpul iernii și peste 4700 de alimente pe zi primăvară, cu un total anual estimat de 460.000 de alimente (o cantitate suficientă care este de 2-3 ori mai mare decât necesarul de energie pentru a supraviețui ierna).

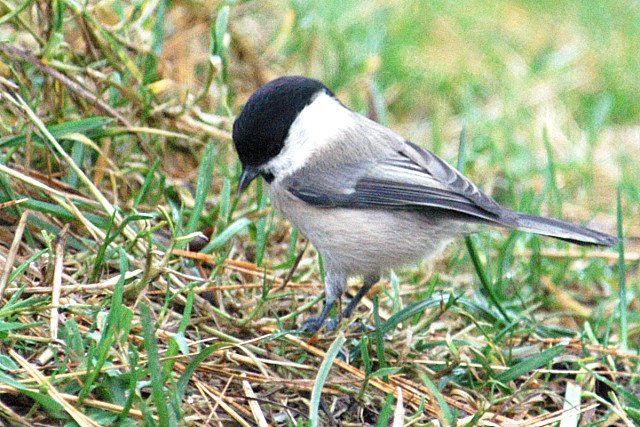
Pițigoiul de munte în căutarea hranei

Își procură activ hrana în etajele mijlocii și inferioare ale copacilor și în arbuști. Caută hrana prin crengi (inclusiv pe partea inferioară a lor), prin rămurele subțiri și prin acele de conifere și zadă, se agață de vegetație și se urcă pe trunchiurile verticale fâlfâind din aripi, mai rar planează pe loc sau urmărește insectele în zbor. Poate căuta hrana în vegetație joasă, de ex. în mur (Rubus), ferigă (Pteridium), ciulin (Cirsium) sau tapoșnic, zabră (Galeopsis), dar rareori coboară pe pământ. Cele mai multe alimente le culege din vegetație, și rareori (mult mai rar decât pițigoiul sur) cojește sau ciocănește vegetația pentru a scoate prada ascunsă; uneori ține bobițele și capsulele cu semințe sub picioare și scoate semințele din ele. Vizitează mai rar decât celelalte specii de pițigoi hrănitoarele instalate în timpul iernii. În studiile efectuate în sudul Angliei, pițigoiul de munte a vizitat zilnic până la 1100 de ori copacii în căutarea hranei, și s-a estimat că la mijlocul iernii consumă o insectă de dimensiuni mijlocii la fiecare 2,5 secunde pentru ași menține starea bună.

## Comportamentul

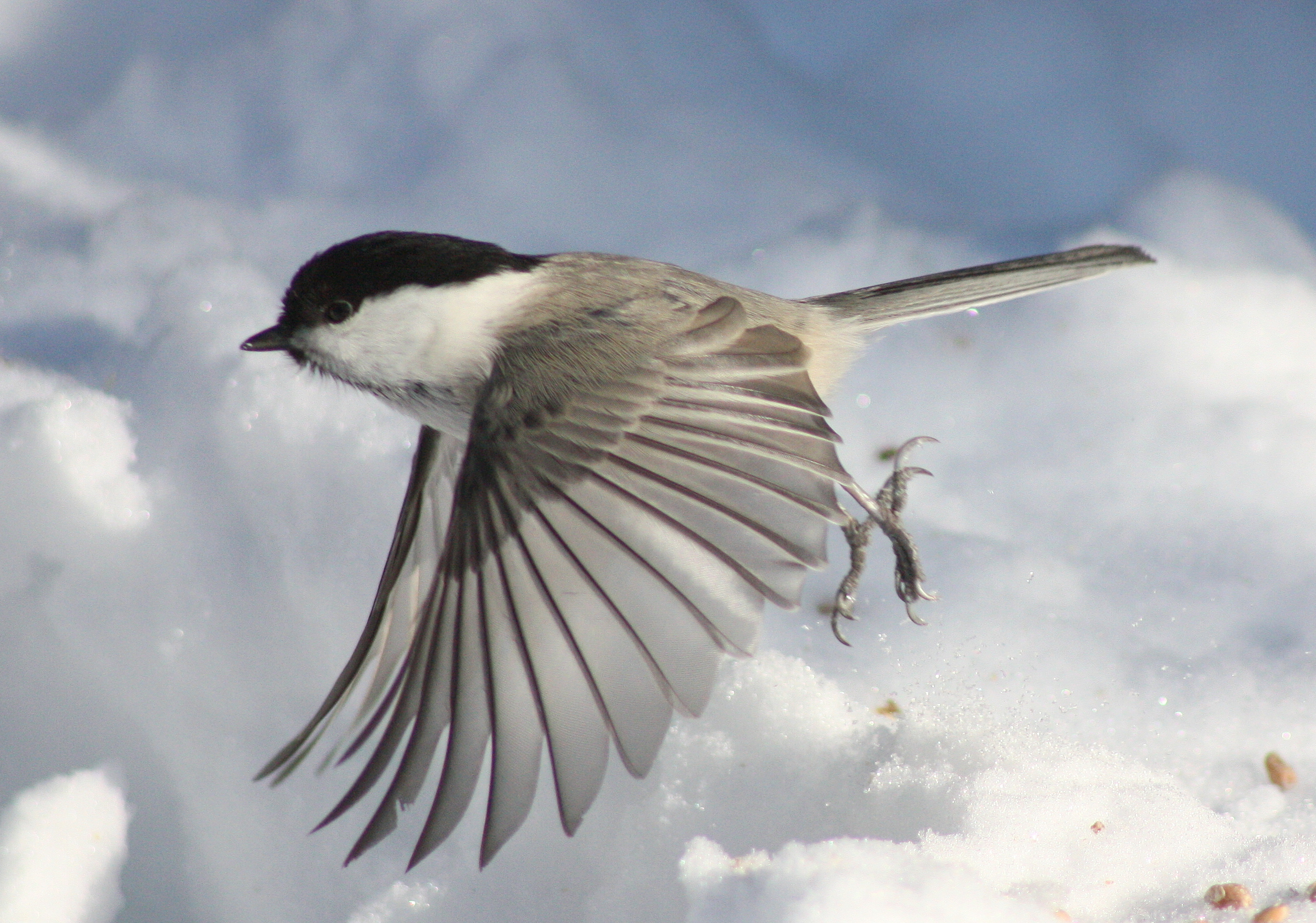
Pițigoiul de munte în zbor

De obicei, este întâlnit în perechi, uneori solitar; uneori se adună în grupuri mici de până la șase indivizi (în populațiile nordice de obicei este întâlnit în grupuri formate dintr-o pereche adultă și juvenili neînrudiți), care se formează la sfârșitul verii și se dispersează primăvară. În cadrul grupurilor se formează un complex structural social, cu ierarhia dominantă a masculilor față de femele și a adulților față de juvenili, rangul social influențează accesul la hrană și la locurilor de hrană (indivizii cu rang inferior sunt forțați să se hrănească în locuri mai puțin optime). Grupul format cu adaos de indivizi din aceeași subspecie, devine frecvent baza pentru cârdurile mixte cu alte specii: țicleni (Sittidae), cojoaică de pădure (Certhia familiaris) și aușel cu cap galben (Regulus regulus), dar de obicei numai acolo unde aceste specii se întâlnesc în limitele unui singur teritoriu.
Este o specie teritorială; partenerii rămân împreună în interiorul sau în apropierea teritoriului (în cadrul unui teritoriu de hrănire mai mare) pe tot parcursul anului. Mărimea teritoriului ocupat este de 5-15 ha și variază în funcție de habitat.

## Reproducerea

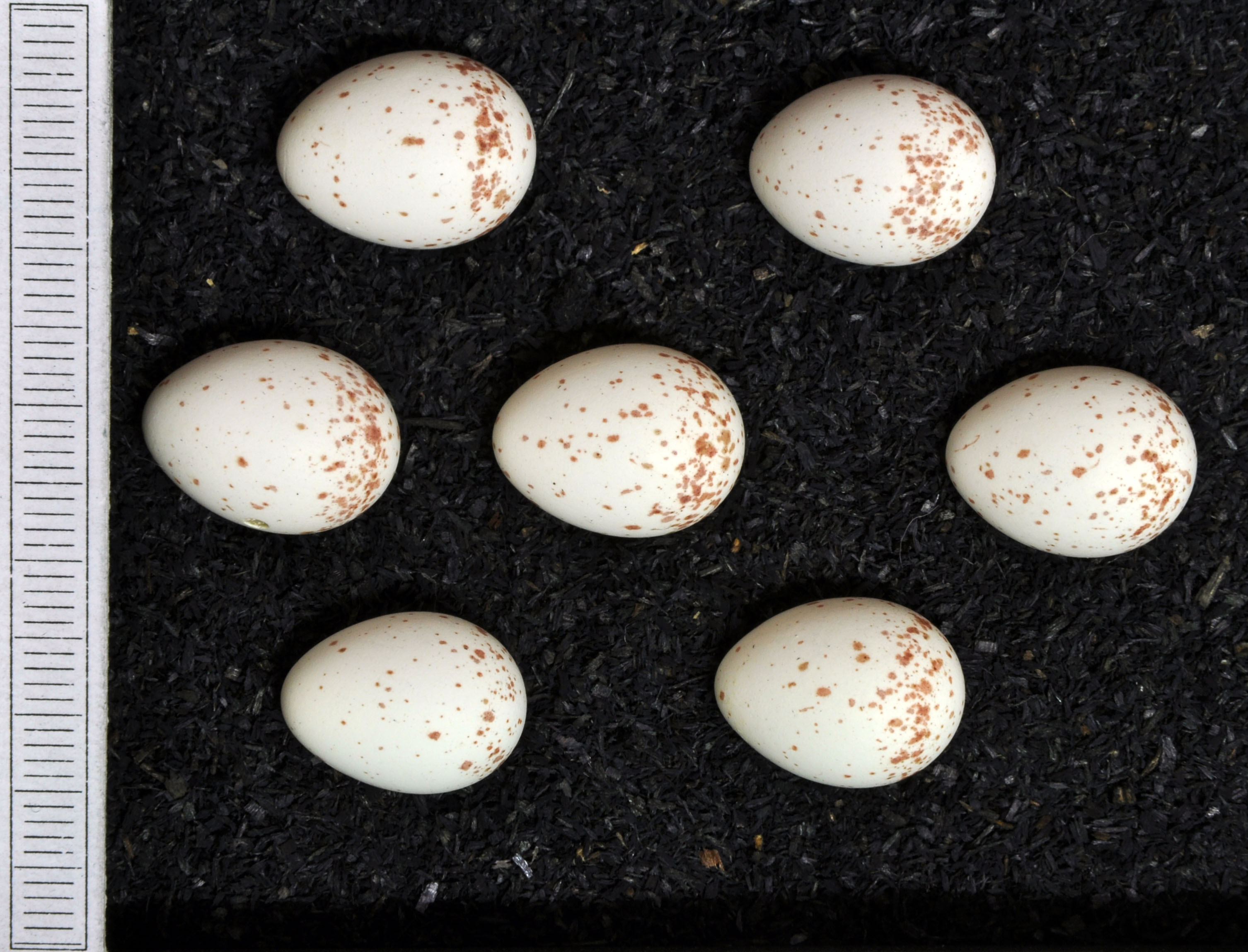
Ouăle pițigoiului de munte

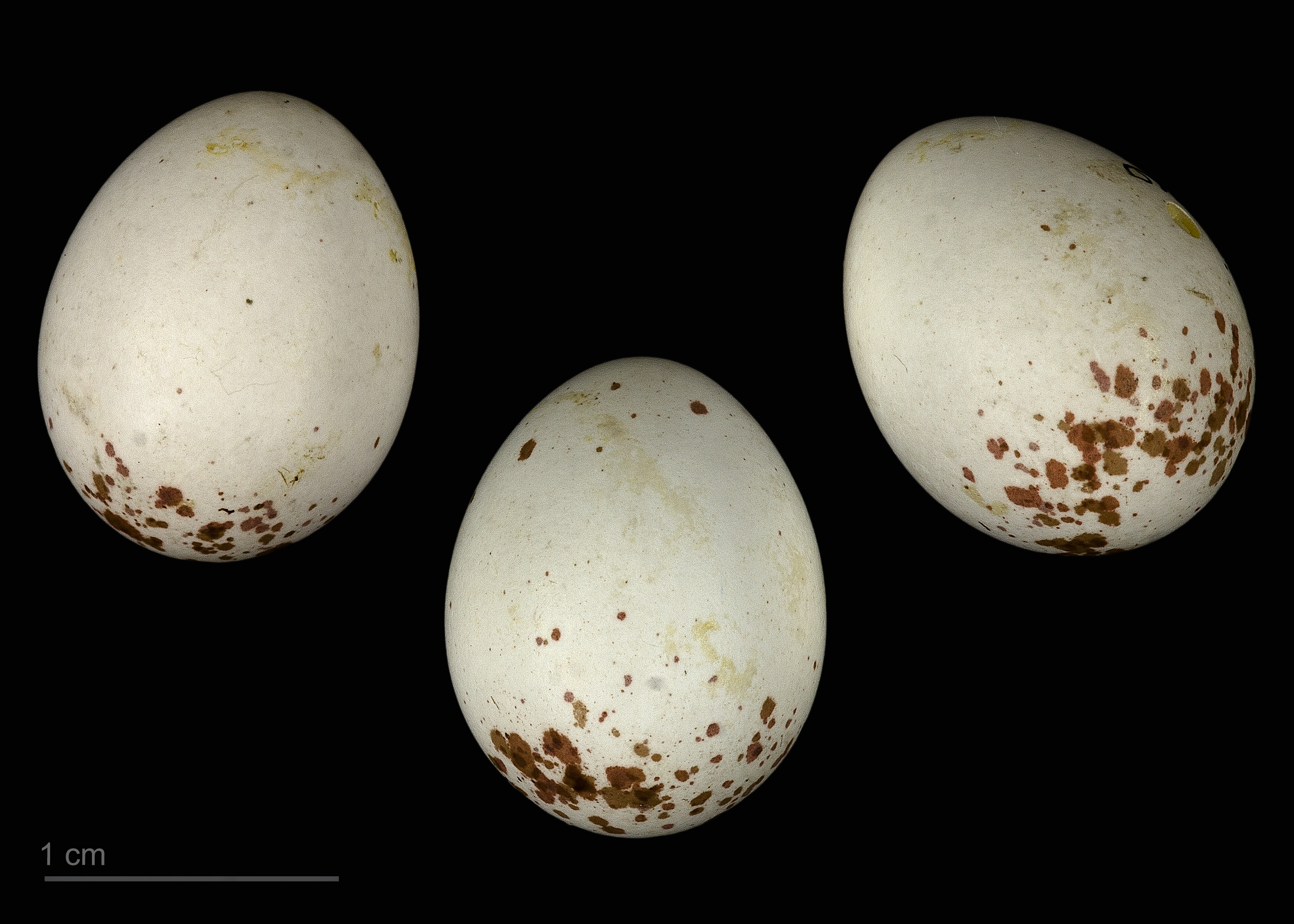
Poecile montanus borealis - (MHNT)

Este o specie monogamă; perechile formate rămân împreună pe toată viața. Sezonul de reproducere are loc în aprilie-iulie.
În timpul paradei nupțiale masculul cântă și urmărește femela, iar ambele sexe fac plecăciuni și bat tremurător din aripi; masculul oferă hrană femelei în mod ritual atât la cuib, cât și departe de el, în acest timp femela emite de obicei strigăte de cerșit cerând mâncare de la partenerul ei, iar masculul cântă triluri rapide.
Cuibul este construit de femelă.  El este făcut în principal din benzi mici de scoarță uscată sau de lemn, rumeguș, frunze, iarbă, fibre vegetale, păr de animale și pene (rareori adaugă și mușchi). Cuibul este amplasat în scorbura unui arbore aflat parțial în putrezire, în trunchiul putrezit al unui copac sau într-un buștean vechi la o înălțime de până la 3 m (adesea mai puțin de 1 m, excepțional la 10 m) de la pământ. Scorbura este săpată de ambele sexe (mai ales de femelă) în lemnul aflat în putrefacție, motiv pentru care preferă arborii putrezi. Uneori sunt folosite și scorburile vechi ale altor păsări pe care le adâncește, de ex. cuiburi vechi de ciocănitori, însă numai dacă acestea se află în arbori parțial sau total putreziți. Deseori adâncește cuiburile începute și neterminate în lemn putred de către ciocănitori. Uneori este folosit cuibul veveriței. Rareori ocupă un cuib artificial.
Depune de obicei o singură pontă într-un sezon de reproducere, rareori două ponte. Ponta este formată din 5-10 ouă, de obicei 6-8 ouă, dar se găsesc frecvent și ponte de 9-10 sau 12 ouă. Ouăle sunt albe, stropite cu puncte roșcate. Există o corelație evidentă între mărimea pontei și cea a cavității săpate pentru instalarea cuibului. Incubația este asigurată numai de către femelă, uneori începe să clocească înainte ca ponta să fie completă, durata incubației este de 13-15 zile. Clocitul începe după depunerea ultimului ou. Masculul în această perioadă se ocupă de aprovizionarea femelei cu hrană și protecția teritoriului. Puii sunt hrăniți de ambii părinți, zilnic aceștia aduc hrană la cuib de 250-300 de ori.
Puii părăsesc cuibul după 17-20 de zile de la eclozare, dar rămân dependenți de adulți (care continuă să hrănească puii) încă 12-15 zile, dispersându-se după 20 de zile. Spre toamnă, adulții și generațiile tinere se adună în stoluri și hoinăresc din loc în loc în căutarea hranei.
Dombrowski a găsit nouă ouă, la 21 aprilie 1901 pe Măgura, la Tazlău, puțin clocite. Locul cuibarului, într-o rădăcină de fag scorburoasă; cuibul consta din mușchi și pene, iar pasărea adultă ședea așa de zeloasă încât a putut fi prinsă pe cuib. Forma ouălor era scurt-ovală; foarte fragile; culoarea fundamentală alb-verzui-palid; acoperite cu pete numeroase și puncte ruginiu-roșcate. Pe 26 aprilie 1901 el a găsit douăsprezece ouă, la Goșman, puternic clocite. Locul cuibului, în scorbura de ciocănitoare dintr-un brad, cam trei metri dela pământ; cuibul consta numai din câteva păiușe, mușchi și peri de mamifere sălbatice. Ouăle erau mai puțin pătate ca cele din primul cuibar. Pe 23 aprilie 1901 el a găsit zece ouă, la Dșiaman, proaspete, într-o gâlcă scorburoasă de fag; deschiderea de intrare însă era așa de mică, încât a trebuit să fie lărgită cu un ferestraș de mână. Ouăle erau puternic dilatate la capătul bont; culoarea fundamentală alb-verzuie-albăstrie; acoperite cu puncte ruginiu-roșcate, care se aranjează în parte pe capătul bont, în formă de cunună. Ouăle aveau o dimensiune medie de 14,9×11,6; max. 15,4×11,9; min. 14,2×11,3 mm.
Pițigoiul de munte în libertate atinge longevitatea maximă de 11 ani și 3 luni. Ajunge la maturitatea sexuală la vârsta de un an.

## Deplasări sezoniere

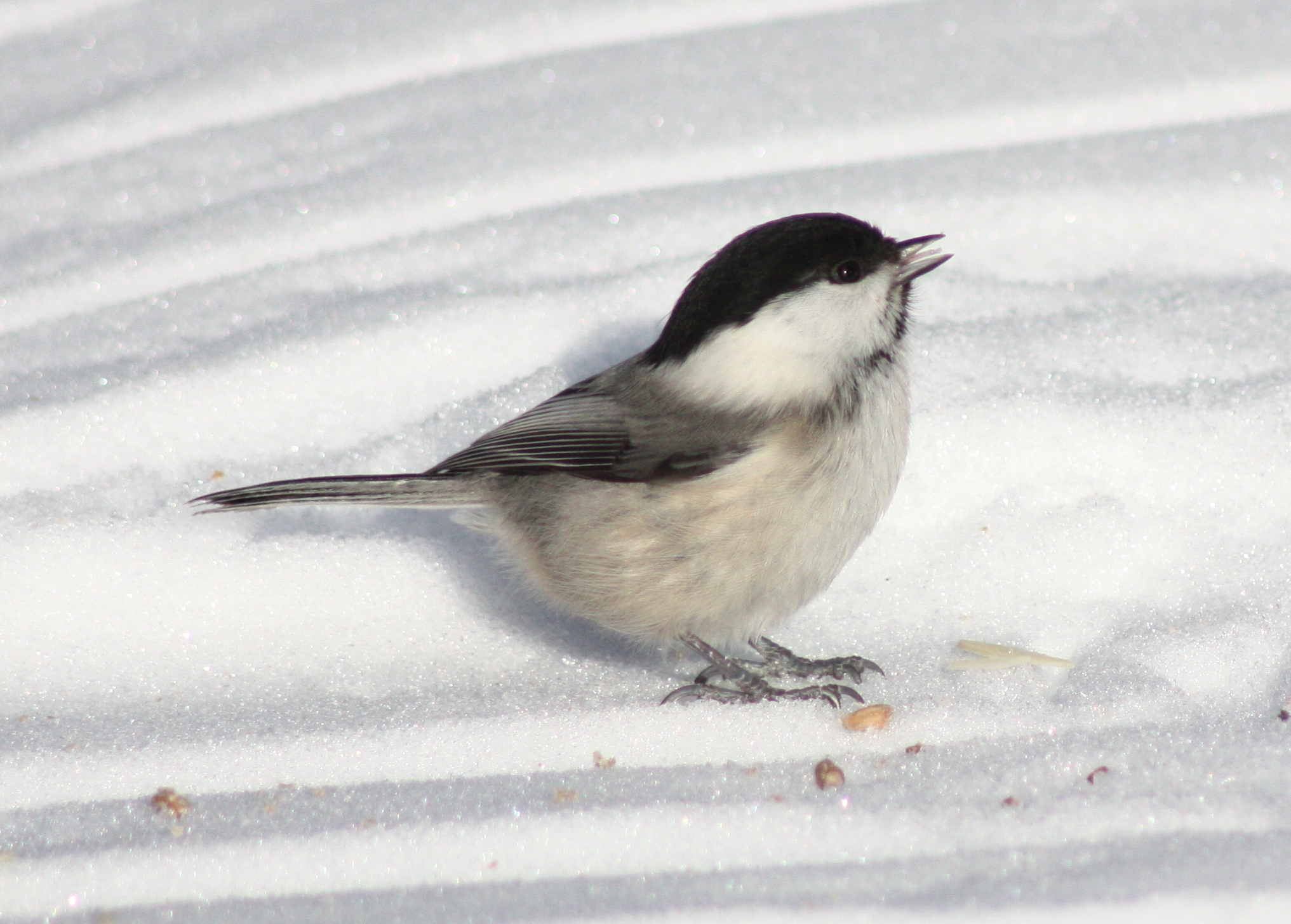
Pițigoiul de munte pe zăpadă

Pițigoiul de munte este în principal o specie sedentară. În România pițigoiul de munte este o specie sedentară, dar în timpul iernii se deplasează și pe distanțe mai mari în căutare de hrană, iar unele exemplare coboară în văile mai adăpostite din regiunea deluroasă chiar până în sate.
În Europa este întâlnit în general nu mai departe de 5 km de la locul natal, iar deplasările peste 50 de km sunt excepționale, dar unii s-au deplasat până la 167 km în Marea Britanie și 370 km din Germania până în nordul Franței. Populațiile nordice (mai ales subspecia borealis) la est de Finlanda sunt sedentare atunci când hrana este disponibilă, dar obișnuit se dispersează la întâmplare, majoritatea deplasându-se spre sud de la sfârșitul lui iulie până la începutul iernii. În anii cu producția slabă de conuri deplasările sunt mult mai ample și mii de indivizi (mai ales juvenilii) se deplasează spre sud, în Europa ajungând în Suedia și sudul Norvegiei (până la 600 km sud-vest de la locul de inelare) de la sfârșitul lui august până la începutul lui noiembrie. Subspecia borealis este un vizitator neregulat în Marea Britanie în septembrie-mai; deplasări mai mici au loc în Europa Centrală, când ajung în vestul și nord-estul Ungariei.
Deplasări similare sunt înregistrate în Siberia, unde populațiile sudice sunt în principal sedentare, iar cele nordice sunt parțial migratoare. Pițigoiul de munte este o pasăre comună în stepa împădurită de la jumătatea lui august (ocazional de la sfârșitul lui iulie), iar păsările aparținând probabil subspeciei baicalensis se întâlnesc în pasaj la latitudini medii, în special lângă Tomsk în septembrie-octombrie, ele se întorc la locurile de cuibărit prin centrul Siberiei în aprilie-mai (ocazional la începutul lui iunie). Deplasări de mare amploare au loc de obicei de-a lungul văilor râurilor. În general, ezită să traverseze întinderi mari de apă, dar se pot aduna câteva sute în copaci în locurile strategice înainte de a încerca să traverseze apa.
Subspecia songarus este un migrant altitudinal pe distanțe scurte, iar populațiile nordice sunt dispersive și ocazional eruptive (invazive).

## Statutul și conservarea
Specia nu este amenințată cu dispariția la nivel global (LC după criteriile IUCN).
Este comun în nordul arealului și cel mai numeros pițigoi în Siberia (abundent de-a lungul fluviului Enisei) și în Mongolia, dar populația este în mare măsură dependentă de producția de semințe a zâmbrului siberian (Pinus sibirica). În unele locuri din centrul Chinei este destul de numeros. Este comun în sudul Japoniei, dar rar în nordul Japoniei (în Hokkaido). Cuibărește în unele locuri din Coreea de Nord, este un vizitator rar necuibăritor în Coreea de Sud.
În Europa, în unele locuri din vest este comun, dar devine mai puțin frecvent sau rar în sudul Europei. În Europa, populația cuibăritoare este estimată la 30.500.000-44.200.000 perechi, ceea ce echivalează cu 61.100.000-88.400.000 indivizi maturi. Europa formează c.35% din arealul global, iar o estimare foarte preliminară a mărimii populației globale este de 174.600.000-252.600.000 indivizi maturi, însă este necesară validarea ulterioară a acestei estimări. Specia este prezentă cu populații semnificative în Austria (100.000-140.000 perechi), Bielorusia (400.000-600.000 perechi), Finlanda (680.000-980.000 perechi), Franța (200.000-300.000 perechi), Norvegia (500.000-800.000 perechi), Polonia (200.000-320.000 perechi), România (150.000-600.000 perechi), Rusia (27.000.000-38.000.000 perechi), Suedia (526.000-1.067.000 perechi) și Ucraina (170.000-210.000 perechi).
În România, efectivul este estimat la 150.000-600.000 perechi cuibăritoare și este considerat a fi stabil.
Cele mai mari densități în teritoriile de reproducere sunt în Siberia, 30-50 de păsări/km² în coniferele dese din taiga și în pădurile de pin, crescând la 119-142 de păsări/km² de-a lungul râului Uda și 20-30 de păsări/km² în pădurile mixte și 6-7 păsări/km² în pădurile de câmpie din luncile inundabile și în pajiști.
În a doua jumătate a secolului XX au fost observate creșteri și scăderi ale populațiilor regionale. În perioada 1990-2000 s-a înregistrat o scădere a efectivelor în Fenoscandia și în Europa de Vest, dar populația a rămas stabilă în Rusia și în Europa de Vest, astfel încât la nivel european s-a observat doar un declin moderat.

Și-a extins arealul în nordul și centrul Europei și de la jumătatea anilor 1950 a colonizat Munții Harz (din Germania) și Boemia și Moravia (Republica Cehă); din anii 1960 cuibărește în Ungaria, prima cuibărire în nordul Greciei a fost înregistrată în 1973 și din 1977 cuibărește în nordul Danemarcei. În schimb, specia a suferit un declin numeric în Marea Britanie începând cu anii 1960 și acest declin s-a accelerat ulterior, astfel încât abundența sa a scăzut cu 79% în perioada 1995-2010, iar arealul ei s-a micșorat aici cu 50%, astfel că acum este restrânsă într-un spațiu semilunar din nord-estul Angliei și partea centrală a Angliei până în Țara Galilor; a dispărut în mare parte din sud-estul Angliei. Pierderea habitatelor și degradarea sunt implicate în declinul speciei, dar există și dovezi recente că concurență sporită din partea altor paride, care izgonesc pițigoiul de munte din scorburile unde își face cuibul și prădarea crescută a cuiburilor de către ciocănitorile pestrițe mari (Dendrocopos major), sunt de asemenea factori importanți ai declinului, agravați de dispersabilitatea redusă a pițigoiului de munte care face dificilă recolonizarea după dispariția lui locală.
Principale amenințări la adresa speciei sunt modificarea, fragmentarea și pierderea habitatului, managementul defectuos al pădurii și poluarea.
Populația europeană estimată de perechi cuibăritoare.
| Țara (sau teritoriul) | Populația estimată (perechi cuibăritoare) | Anul estimării |
| --------------------- | ----------------------------------------- | -------------- |
| Albania               | Prezent                                   | 2002-2012      |
| Austria               | 100.000-140.000                           | 2001-2012      |
| Bielorusia            | 400.000-600.000                           | 2001-2012      |
| Belgia                | 8.000-16.000                              | 2008-2012      |
| Bosnia și Herțegovina | 10.000-15.000                             | 2010-2014      |
| Bulgaria              | 25.000-50.000                             | 2005-2012      |
| Croația               | 70.000-150.000                            | 2014           |
| Cehia                 | 40.000-80.000                             | 2012           |
| Danemarca             | 500                                       | 2011           |
| Estonia               | 60.000-100.000                            | 2008-2012      |
| Finlanda              | 680.000-980.000                           | 2006-2012      |
| Franța                | 200.000-300.000                           | 2008-2012      |
| Germania              | 76.000-140.000                            | 2005-2009      |
| Grecia                | 200-1.000                                 | 2008-2012      |
| Ungaria               | 1.500-2.500                               | 2005-2007      |
| Italia                | 30.000-50.000                             | 2011           |
| Kosovo                | 1.500-2.000                               | 2009-2014      |
| Letonia               | 99.971-186.525                            | 2011           |
| Liechtenstein         | 300-500                                   | 2009-2014      |
| Lituania              | 50.000-85.000                             | 2008-2012      |
| Luxemburg             | 2.000-4.000                               | 2008-2012      |
| Macedonia             | 250-1.000                                 | 2001-2012      |
| Muntenegru            | 2.500-4.000                               | 2002-2012      |
| Olanda                | 14.847-22.270                             | 2008-2011      |
| Norvegia              | 500.000-800.000                           | 2013           |
| Polonia               | 200.000-320.000                           | 2008-2012      |
| România               | 150.000-600.000                           | 2001-2013      |
| Rusia                 | 27.000.000-38.000.000                     | 2000-2008      |
| Serbia                | 2.100-3.200                               | 2008-2012      |
| Slovacia              | 60.000-150.000                            | 2002           |
| Slovenia              | 17.000-32.000                             | 2002-2012      |
| Suedia                | 526.000-1.067.000                         | 2008-2012      |
| Elveția               | 30.000-70.000                             | 2008-2012      |
| Ucraina               | 170.000-210.000                           | 2000           |
| Marea Britanie        | 3.400                                     | 2009           |
| Uniunea Europeană     | 2.340.000-4.330.000                       |                |
| Europa                | 30.500.000-44.200.000                     |                |